# Белово (Бугарска)
Белово (буг. Белово) град је у Републици Бугарској, у средишњем делу земље. Град са околним селима чини истоимену општину Белово у оквиру Пазарџичке области.

## Географија
Град Белово се налази у средишњем делу Бугарске. Од главног града Софије град је удаљен 90 km југоисточно, а од обласног средишта, града Пазарџика, 30 km западно.
Белово се сместило на приближно 320 м надморске висине, у горњем делу долине Марице. Град се образовао на месту где река излази из планинског окружења у Тракијску равницу. Јужно од грда издижу се Родопи.
Клима у граду је континентална.

## Историја
Окружење Белова је насељено још у време Трачана. Касније тога овим простором владају стари Рим, Византија, средњовековна Бугарска, Османско царство.
Турци Османлије освајају област Белова крајем 14. века. Вишевековна турска владавина трајала пет векова. Белово је коначно припојено Бугарској 1885. године.
Насеље је проглашено градом 1964. године.

## Становништво
По проценама из 2010. године Белово је имало око 4.000 становника. Већина градског становништва су етнички Бугари. Остатак су махом Роми. Последњих 20-ак година град губи становништво због удаљености од главних токова развоја у држави.
Већинска вероисповест становништва је православна.

## Галерија
- Остаци срењовековне цркве
- Споменик бугарским партизанима
- Основна школа
- Градско читалиште